# Barnum Brown
Barnum Brown (* 12. Februar 1873 in Carbondale, Kansas; † 5. Februar 1963 in New York, N.Y.) war ein US-amerikanischer Paläontologe. Er gilt als einer der bekanntesten „Dinosaurierjäger“ des 20. Jahrhunderts. Er fand das erste dokumentierte Fossil des Tyrannosaurus rex und grub im amerikanischen Westen im Auftrag des American Museum of Natural History (AMNH).

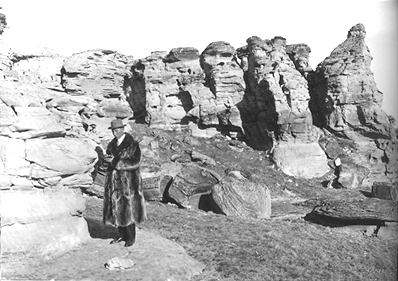
Brown bei der Feldarbeit in Montana 1914

## Leben
Brown wurde nach dem Zirkusunternehmer P. T. Barnum benannt. Er begann 1890 ein Studium an der University of Kansas, das er aber vor der Promotion abbrach, um Fossilien zu sammeln und mit ihnen zu handeln. 1894 begann er unter der Leitung des Paläontologen Samuel Wendell Williston mit der Ausgrabung von Fossilien und beteiligte sich an der Bergung eines Triceratops-Schädels. Er sammelte für das AMNH Ende der 1890er Jahre in Wyoming (nahe Howe Ranch) und danach in der Hell-Creek-Formation in Montana, wo er rund 10 Jahre ausgrub. Die Fundstelle war außerordentlich ergiebig und für die Bergung der Fossilien setzte er mit seiner Mannschaft, wie damals noch üblich, auch Dynamit ein. Danach ging er nach Alberta in Kanada und die Fundstelle am Red Deer River bei Drumheller, die sein Team mit einem Floß bereiste. Sie gruben dort in Konkurrenz zu Charles Hazelius Sternberg und seinen Söhnen.

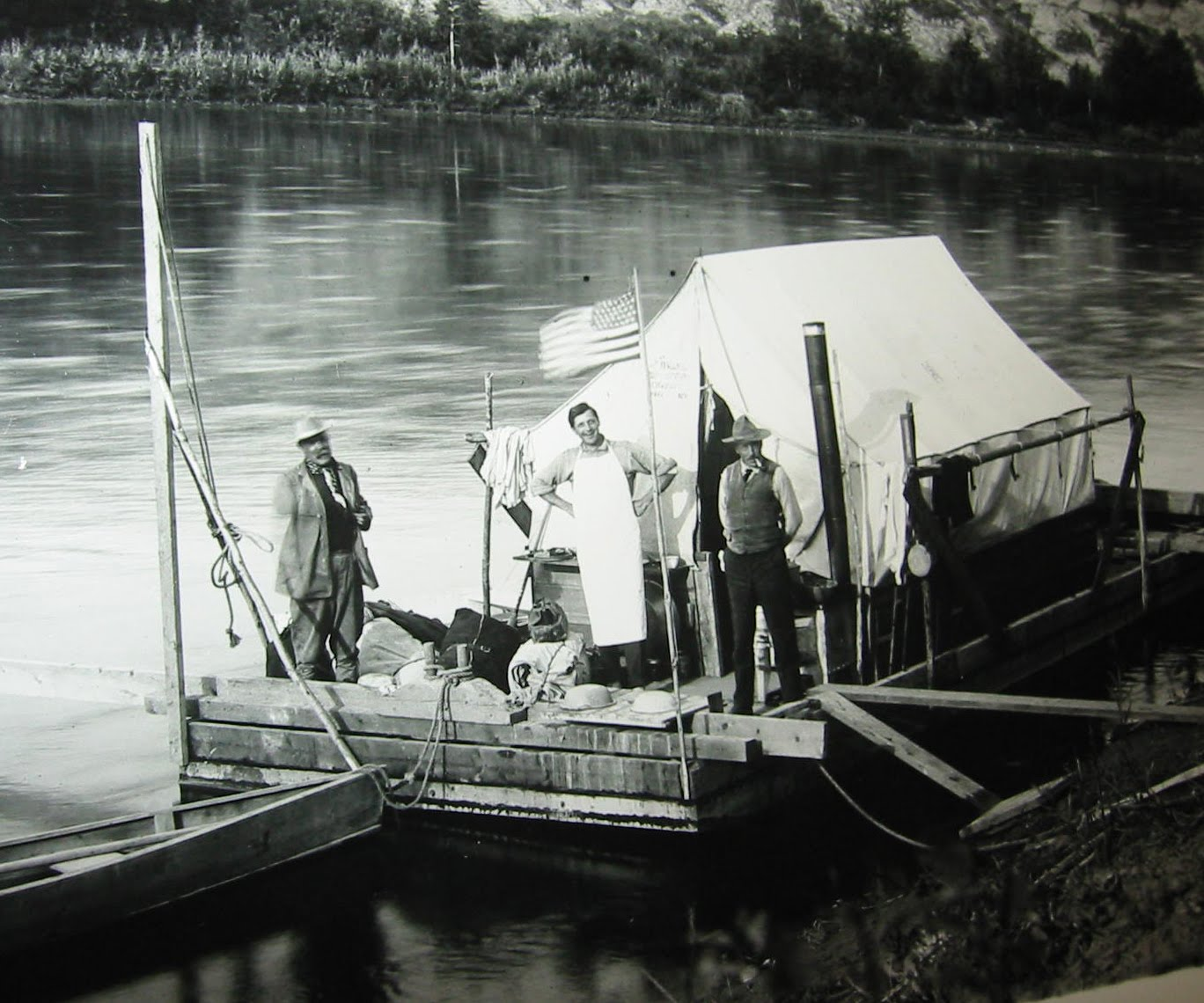
Brown (rechts) mit Henry Fairfield Osborn (links) auf dem Floß Mary Jane des AMNH 1911

1897 bis 1942 war er stellvertretender Direktor des American Museum of Natural History, wo er unter Henry Fairfield Osborn für die berühmte Sammlung von Dinosaurierskeletten des Museums verantwortlich war, die er um 1910 mitbegründete. Er war später auch im Ausland als Ausgräber unterwegs, wobei er nebenbei in den beiden Weltkriegen auch für die US-amerikanischen Geheimdienste arbeitete und gelegentlich für Ölgesellschaften.
Brown entdeckte mindestens acht zuvor unbekannte Dinosaurierarten und seine Arbeiten lieferten einen wichtigen Beitrag für das Bild der Dinosaurier, die in der späten Kreidezeit Nordamerika bevölkerten. Seinen wichtigsten Fund entdeckte er 1902 in Hell Creek im Nordwesten der USA. Dieses Fossil war mit etwa 70 Knochen alles andere als vollständig, bekam aber den Namen Tyrannosaurus rex – König der tyrannischen Echsen. Der damaligen Vorstellung entsprechend wurde der T-Rex stark aufrechtgehend dargestellt, was durch neuere Erkenntnisse und Vergleiche in der Natur (u. a. mit Vögeln) revidiert werden konnte. Rein aufgrund seines Aussehens wurde der Grundstein für die Einstellung gelegt, dass der T-Rex ein Jäger war.
1952 wurde er Ehrenmitglied der Society of Vertebrate Paleontology.
Er war zweimal verheiratet. Seine zweite Frau Lilian Brown begleitete ihn auf Expeditionen und schrieb ein Erinnerungsbuch.